# Comuni dell'Alta Austria

Alta Austria

I comuni dell'Alta Austria, con la relativa popolazione legale risultante dal censimento del 2011, sono i seguenti.

## Lista
| Comune                             | Distretto              | Popolazione |
| ---------------------------------- | ---------------------- | ----------- |
| Adlwang                            | Steyr-Land             | 1 685       |
| Afiesl                             | Rohrbach               | 413         |
| Ahorn                              | Rohrbach               | 485         |
| Aichkirchen                        | Wels-Land              | 535         |
| Aigen-Schlägl                      | Rohrbach               | 3 246       |
| Aistersheim                        | Grieskirchen           | 831         |
| Alberndorf in der Riedmark         | Urfahr-Umgebung        | 3 839       |
| Alkoven                            | Eferding               | 5 409       |
| Allerheiligen im Mühlkreis         | Perg                   | 1 171       |
| Allhaming                          | Linz-Land              | 1 052       |
| Altenberg bei Linz                 | Urfahr-Umgebung        | 4 334       |
| Altenfelden                        | Rohrbach               | 2 178       |
| Altheim                            | Braunau am Inn         | 4 801       |
| Altmünster                         | Gmunden                | 9 557       |
| Altschwendt                        | Schärding              | 656         |
| Ampflwang im Hausruckwald          | Vöcklabruck            | 3 418       |
| Andorf                             | Schärding              | 5 064       |
| Andrichsfurt                       | Ried im Innkreis       | 697         |
| Ansfelden                          | Linz-Land              | 15 673      |
| Antiesenhofen                      | Ried im Innkreis       | 1 092       |
| Arbing                             | Perg                   | 1 344       |
| Arnreit                            | Rohrbach               | 1 136       |
| Aschach an der Donau               | Eferding               | 2 188       |
| Aschach an der Steyr               | Steyr-Land             | 2 210       |
| Aspach                             | Braunau am Inn         | 2 373       |
| Asten                              | Linz-Land              | 6 230       |
| Attersee am Attersee               | Vöcklabruck            | 1 563       |
| Attnang-Puchheim                   | Vöcklabruck            | 8 908       |
| Atzbach                            | Vöcklabruck            | 1 152       |
| Atzesberg                          | Rohrbach               | 456         |
| Auberg                             | Rohrbach               | 589         |
| Auerbach                           | Braunau am Inn         | 522         |
| Aurach am Hongar                   | Vöcklabruck            | 1 587       |
| Aurolzmünster                      | Ried im Innkreis       | 2 909       |
| Bachmanning                        | Wels-Land              | 674         |
| Bad Goisern am Hallstättersee      | Gmunden                | 7 553       |
| Bad Hall                           | Steyr-Land             | 4 804       |
| Bad Ischl                          | Gmunden                | 13 939      |
| Bad Kreuzen                        | Perg                   | 2 361       |
| Bad Leonfelden                     | Urfahr-Umgebung        | 4 064       |
| Bad Schallerbach                   | Grieskirchen           | 3 446       |
| Bad Wimsbach-Neydharting           | Wels-Land              | 2 437       |
| Bad Zell                           | Freistadt              | 2 765       |
| Baumgartenberg                     | Perg                   | 1 595       |
| Berg im Attergau                   | Vöcklabruck            | 995         |
| Braunau am Inn                     | Braunau am Inn         | 16 182      |
| Bruck-Waasen                       | Grieskirchen           | 2 328       |
| Brunnenthal                        | Schärding              | 1 974       |
| Buchkirchen                        | Wels-Land              | 3 901       |
| Burgkirchen                        | Braunau am Inn         | 2 572       |
| Desselbrunn                        | Vöcklabruck            | 1 632       |
| Diersbach                          | Schärding              | 1 596       |
| Dietach                            | Steyr-Land             | 2 923       |
| Dimbach                            | Perg                   | 1 041       |
| Dorf an der Pram                   | Schärding              | 1 024       |
| Ebensee                            | Gmunden                | 7 871       |
| Eberschwang                        | Ried im Innkreis       | 3 397       |
| Eberstalzell                       | Wels-Land              | 2 334       |
| Edlbach                            | Kirchdorf an der Krems | 644         |
| Edt bei Lambach                    | Wels-Land              | 2 045       |
| Eferding                           | Eferding               | 3 768       |
| Eggelsberg                         | Braunau am Inn         | 2 270       |
| Eggendorf im Traunkreis            | Linz-Land              | 751         |
| Eggerding                          | Schärding              | 1 246       |
| Eidenberg                          | Urfahr-Umgebung        | 2 039       |
| Eitzing                            | Ried im Innkreis       | 713         |
| Engelhartszell                     | Schärding              | 998         |
| Engerwitzdorf                      | Urfahr-Umgebung        | 8 416       |
| Enns                               | Linz-Land              | 11 275      |
| Enzenkirchen                       | Schärding              | 1 798       |
| Eschenau im Hausruckkreis          | Grieskirchen           | 1 096       |
| Esternberg                         | Schärding              | 2 902       |
| Feldkirchen an der Donau           | Urfahr-Umgebung        | 5 141       |
| Feldkirchen bei Mattighofen        | Braunau am Inn         | 1 884       |
| Fischlham                          | Wels-Land              | 1 300       |
| Fornach                            | Vöcklabruck            | 920         |
| Fraham                             | Eferding               | 2 203       |
| Frankenburg am Hausruck            | Vöcklabruck            | 4 808       |
| Frankenmarkt                       | Vöcklabruck            | 3 504       |
| Franking                           | Braunau am Inn         | 930         |
| Freinberg                          | Schärding              | 1 493       |
| Freistadt                          | Freistadt              | 7 482       |
| Gaflenz                            | Steyr-Land             | 1 856       |
| Gallneukirchen                     | Urfahr-Umgebung        | 6 244       |
| Gallspach                          | Grieskirchen           | 2 601       |
| Gampern                            | Vöcklabruck            | 2 651       |
| Garsten                            | Steyr-Land             | 6 661       |
| Gaspoltshofen                      | Grieskirchen           | 3 524       |
| Geboltskirchen                     | Grieskirchen           | 1 433       |
| Geiersberg                         | Ried im Innkreis       | 552         |
| Geinberg                           | Ried im Innkreis       | 1 368       |
| Geretsberg                         | Braunau am Inn         | 1 091       |
| Gilgenberg am Weilhart             | Braunau am Inn         | 1 264       |
| Gmunden                            | Gmunden                | 13 073      |
| Goldwörth                          | Urfahr-Umgebung        | 947         |
| Gosau                              | Gmunden                | 1 838       |
| Gramastetten                       | Urfahr-Umgebung        | 4 677       |
| Grein                              | Perg                   | 3 022       |
| Grieskirchen                       | Grieskirchen           | 4 870       |
| Großraming                         | Steyr-Land             | 2 683       |
| Grünau im Almtal                   | Gmunden                | 2 101       |
| Grünbach                           | Freistadt              | 1 845       |
| Grünburg                           | Kirchdorf an der Krems | 3 824       |
| Gschwandt                          | Gmunden                | 2 663       |
| Gunskirchen                        | Wels-Land              | 5 618       |
| Gurten                             | Ried im Innkreis       | 1 177       |
| Gutau                              | Freistadt              | 2 694       |
| Haag am Hausruck                   | Grieskirchen           | 2 123       |
| Hagenberg im Mühlkreis             | Freistadt              | 2 642       |
| Haibach im Mühlkreis               | Urfahr-Umgebung        | 856         |
| Haibach ob der Donau               | Eferding               | 1 317       |
| Haigermoos                         | Braunau am Inn         | 590         |
| Hallstatt                          | Gmunden                | 815         |
| Handenberg                         | Braunau am Inn         | 1 316       |
| Hargelsberg                        | Linz-Land              | 1 232       |
| Hartkirchen                        | Eferding               | 4 098       |
| Haslach an der Mühl                | Rohrbach               | 2 551       |
| Heiligenberg                       | Grieskirchen           | 698         |
| Helfenberg                         | Rohrbach               | 969         |
| Hellmonsödt                        | Urfahr-Umgebung        | 2 162       |
| Helpfau-Uttendorf                  | Braunau am Inn         | 3 351       |
| Herzogsdorf                        | Urfahr-Umgebung        | 2 439       |
| Hinterstoder                       | Kirchdorf an der Krems | 924         |
| Hinzenbach                         | Eferding               | 1 967       |
| Hirschbach im Mühlkreis            | Freistadt              | 1 118       |
| Hochburg-Ach                       | Braunau am Inn         | 3 090       |
| Hofkirchen an der Trattnach        | Grieskirchen           | 1 587       |
| Hofkirchen im Mühlkreis            | Rohrbach               | 1 427       |
| Hofkirchen im Traunkreis           | Linz-Land              | 1 711       |
| Hohenzell                          | Ried im Innkreis       | 2 047       |
| Höhnhart                           | Braunau am Inn         | 1 366       |
| Holzhausen                         | Wels-Land              | 767         |
| Hörbich                            | Rohrbach               | 417         |
| Hörsching                          | Linz-Land              | 5 775       |
| Innerschwand am Mondsee            | Vöcklabruck            | 1 110       |
| Inzersdorf im Kremstal             | Kirchdorf an der Krems | 1 868       |
| Jeging                             | Braunau am Inn         | 674         |
| Julbach                            | Rohrbach               | 1 596       |
| Kallham                            | Grieskirchen           | 2 525       |
| Kaltenberg                         | Freistadt              | 627         |
| Katsdorf                           | Perg                   | 2 857       |
| Kefermarkt                         | Freistadt              | 2 090       |
| Kematen am Innbach                 | Grieskirchen           | 1 344       |
| Kematen an der Krems               | Linz-Land              | 2 481       |
| Kirchberg bei Mattighofen          | Braunau am Inn         | 1 103       |
| Kirchberg ob der Donau             | Rohrbach               | 1 086       |
| Kirchberg-Thening                  | Linz-Land              | 2 305       |
| Kirchdorf am Inn                   | Ried im Innkreis       | 589         |
| Kirchdorf an der Krems             | Kirchdorf an der Krems | 4 048       |
| Kirchham                           | Gmunden                | 1 906       |
| Kirchheim im Innkreis              | Ried im Innkreis       | 713         |
| Kirchschlag bei Linz               | Urfahr-Umgebung        | 2 009       |
| Klaffer am Hochficht               | Rohrbach               | 1 316       |
| Klam                               | Perg                   | 931         |
| Klaus an der Pyhrnbahn             | Kirchdorf an der Krems | 1 137       |
| Kleinzell im Mühlkreis             | Rohrbach               | 1 448       |
| Kollerschlag                       | Rohrbach               | 1 506       |
| Königswiesen                       | Freistadt              | 3 187       |
| Kopfing im Innkreis                | Schärding              | 1 978       |
| Kremsmünster                       | Kirchdorf an der Krems | 6 455       |
| Krenglbach                         | Wels-Land              | 2 994       |
| Kronstorf                          | Linz-Land              | 3 117       |
| Laakirchen                         | Gmunden                | 9 469       |
| Lambach                            | Wels-Land              | 3 378       |
| Lambrechten                        | Ried im Innkreis       | 1 325       |
| Langenstein                        | Perg                   | 2 482       |
| Lasberg                            | Freistadt              | 2 771       |
| Laussa                             | Steyr-Land             | 1 288       |
| Lembach im Mühlkreis               | Rohrbach               | 1 548       |
| Lengau                             | Braunau am Inn         | 4 369       |
| Lenzing                            | Vöcklabruck            | 4 965       |
| Leonding                           | Linz-Land              | 25 295      |
| Leopoldschlag                      | Freistadt              | 1 033       |
| Lichtenau im Mühlkreis             | Rohrbach               | 519         |
| Lichtenberg                        | Urfahr-Umgebung        | 2 606       |
| Liebenau                           | Freistadt              | 1 733       |
| Linz                               | Città statutaria       | 189 367     |
| Lochen am See                      | Braunau am Inn         | 2 474       |
| Lohnsburg am Kobernaußerwald       | Ried im Innkreis       | 2 238       |
| Losenstein                         | Steyr-Land             | 1 656       |
| Luftenberg an der Donau            | Perg                   | 3 871       |
| Manning                            | Vöcklabruck            | 810         |
| Marchtrenk                         | Wels-Land              | 12 276      |
| Maria Neustift                     | Steyr-Land             | 1 637       |
| Maria Schmolln                     | Braunau am Inn         | 1 374       |
| Mattighofen                        | Braunau am Inn         | 5 619       |
| Mauerkirchen                       | Braunau am Inn         | 2 269       |
| Mauthausen                         | Perg                   | 4 951       |
| Mayrhof                            | Schärding              | 285         |
| Meggenhofen                        | Grieskirchen           | 1 393       |
| Mehrnbach                          | Ried im Innkreis       | 2 327       |
| Mettmach                           | Ried im Innkreis       | 2 464       |
| Michaelnbach                       | Grieskirchen           | 1 284       |
| Micheldorf in Oberösterreich       | Kirchdorf an der Krems | 5 929       |
| Mining                             | Braunau am Inn         | 1 162       |
| Mitterkirchen im Machland          | Perg                   | 1 691       |
| Molln                              | Kirchdorf an der Krems | 3 597       |
| Mondsee                            | Vöcklabruck            | 3 256       |
| Moosbach                           | Braunau am Inn         | 921         |
| Moosdorf                           | Braunau am Inn         | 1 536       |
| Mörschwang                         | Ried im Innkreis       | 308         |
| Mühlheim am Inn                    | Ried im Innkreis       | 627         |
| Munderfing                         | Braunau am Inn         | 2 698       |
| Münzbach                           | Perg                   | 1 729       |
| Münzkirchen                        | Schärding              | 2 541       |
| Naarn im Machlande                 | Perg                   | 3 512       |
| Natternbach                        | Grieskirchen           | 2 324       |
| Nebelberg                          | Rohrbach               | 621         |
| Neufelden                          | Rohrbach               | 1 302       |
| Neuhofen an der Krems              | Linz-Land              | 5 652       |
| Neuhofen im Innkreis               | Ried im Innkreis       | 2 221       |
| Neukirchen am Walde                | Grieskirchen           | 1 630       |
| Neukirchen an der Enknach          | Braunau am Inn         | 2 102       |
| Neukirchen an der Vöckla           | Vöcklabruck            | 2 479       |
| Neukirchen bei Lambach             | Wels-Land              | 887         |
| Neumarkt im Hausruckkreis          | Grieskirchen           | 1 488       |
| Neumarkt im Mühlkreis              | Freistadt              | 3 053       |
| Neustift im Mühlkreis              | Rohrbach               | 1 457       |
| Niederkappel                       | Rohrbach               | 974         |
| Niederneukirchen                   | Linz-Land              | 1 925       |
| Niederthalheim                     | Vöcklabruck            | 1 024       |
| Niederwaldkirchen                  | Rohrbach               | 1 753       |
| Nußbach                            | Kirchdorf an der Krems | 2 260       |
| Nußdorf am Attersee                | Vöcklabruck            | 1 101       |
| Oberhofen am Irrsee                | Vöcklabruck            | 1 525       |
| Oberkappel                         | Rohrbach               | 740         |
| Obernberg am Inn                   | Ried im Innkreis       | 1 479       |
| Oberndorf bei Schwanenstadt        | Vöcklabruck            | 1 396       |
| Oberneukirchen                     | Urfahr-Umgebung        | 3 147       |
| Oberschlierbach                    | Kirchdorf an der Krems | 470         |
| Obertraun                          | Gmunden                | 737         |
| Oberwang                           | Vöcklabruck            | 1 604       |
| Oepping                            | Rohrbach               | 1 540       |
| Offenhausen                        | Wels-Land              | 1 626       |
| Oftering                           | Linz-Land              | 1 961       |
| Ohlsdorf                           | Gmunden                | 4 823       |
| Ort im Innkreis                    | Ried im Innkreis       | 1 221       |
| Ostermiething                      | Braunau am Inn         | 3 170       |
| Ottenschlag im Mühlkreis           | Urfahr-Umgebung        | 499         |
| Ottensheim                         | Urfahr-Umgebung        | 4 482       |
| Ottnang am Hausruck                | Vöcklabruck            | 3 847       |
| Pabneukirchen                      | Perg                   | 1 730       |
| Palting                            | Braunau am Inn         | 913         |
| Pasching                           | Linz-Land              | 6 577       |
| Pattigham                          | Ried im Innkreis       | 878         |
| Peilstein im Mühlviertel           | Rohrbach               | 1 594       |
| Pennewang                          | Wels-Land              | 876         |
| Perg                               | Perg                   | 7 727       |
| Perwang am Grabensee               | Braunau am Inn         | 859         |
| Peterskirchen                      | Ried im Innkreis       | 674         |
| Pettenbach                         | Kirchdorf an der Krems | 4 972       |
| Peuerbach                          | Grieskirchen           | 2 138       |
| Pfaffing                           | Vöcklabruck            | 1 419       |
| Pfaffstätt                         | Braunau am Inn         | 1 006       |
| Pfarrkirchen bei Bad Hall          | Steyr-Land             | 2 122       |
| Pfarrkirchen im Mühlkreis          | Rohrbach               | 1 533       |
| Piberbach                          | Linz-Land              | 1 847       |
| Pichl bei Wels                     | Wels-Land              | 2 811       |
| Pierbach                           | Freistadt              | 995         |
| Pilsbach                           | Vöcklabruck            | 634         |
| Pinsdorf                           | Gmunden                | 3 586       |
| Pischelsdorf am Engelbach          | Braunau am Inn         | 1 640       |
| Pitzenberg                         | Vöcklabruck            | 492         |
| Pollham                            | Grieskirchen           | 969         |
| Polling im Innkreis                | Braunau am Inn         | 931         |
| Pöndorf                            | Vöcklabruck            | 2 287       |
| Pötting                            | Grieskirchen           | 535         |
| Pram                               | Grieskirchen           | 1 746       |
| Prambachkirchen                    | Eferding               | 2 832       |
| Pramet                             | Ried im Innkreis       | 1 034       |
| Pregarten                          | Freistadt              | 5 001       |
| Puchenau                           | Urfahr-Umgebung        | 4 426       |
| Puchkirchen am Trattberg           | Vöcklabruck            | 975         |
| Pucking                            | Linz-Land              | 3 718       |
| Pühret                             | Vöcklabruck            | 593         |
| Pupping                            | Eferding               | 1 969       |
| Putzleinsdorf                      | Rohrbach               | 1 529       |
| Raab                               | Schärding              | 2 270       |
| Rainbach im Innkreis               | Schärding              | 1 516       |
| Rainbach im Mühlkreis              | Freistadt              | 2 914       |
| Rechberg                           | Perg                   | 932         |
| Redleiten                          | Vöcklabruck            | 498         |
| Redlham                            | Vöcklabruck            | 1 474       |
| Regau                              | Vöcklabruck            | 6 224       |
| Reichenau im Mühlkreis             | Urfahr-Umgebung        | 1 237       |
| Reichenthal                        | Urfahr-Umgebung        | 1 466       |
| Reichersberg                       | Ried im Innkreis       | 1 408       |
| Reichraming                        | Steyr-Land             | 1 794       |
| Ried im Innkreis                   | Ried im Innkreis       | 11 408      |
| Ried im Traunkreis                 | Kirchdorf an der Krems | 2 636       |
| Ried in der Riedmark               | Perg                   | 4 073       |
| Riedau                             | Schärding              | 1 963       |
| Rohr im Kremstal                   | Steyr-Land             | 1 251       |
| Rohrbach-Berg                      | Rohrbach               | 5 066       |
| Roitham am Traunfall               | Gmunden                | 1 995       |
| Rosenau am Hengstpaß               | Kirchdorf an der Krems | 715         |
| Roßbach                            | Braunau am Inn         | 948         |
| Roßleithen                         | Kirchdorf an der Krems | 1 873       |
| Rottenbach                         | Grieskirchen           | 1 077       |
| Rüstorf                            | Vöcklabruck            | 1 977       |
| Rutzenham                          | Vöcklabruck            | 251         |
| Sandl                              | Freistadt              | 1 448       |
| Sankt Aegidi                       | Schärding              | 1 612       |
| Sankt Agatha                       | Grieskirchen           | 2 162       |
| Sankt Florian am Inn               | Schärding              | 3 089       |
| Sankt Florian                      | Linz-Land              | 5 913       |
| Sankt Georgen am Fillmannsbach     | Braunau am Inn         | 407         |
| Sankt Georgen am Walde             | Perg                   | 2 100       |
| Sankt Georgen an der Gusen         | Perg                   | 3 652       |
| Sankt Georgen bei Obernberg am Inn | Ried im Innkreis       | 599         |
| Sankt Georgen bei Grieskirchen     | Grieskirchen           | 1 169       |
| Sankt Georgen im Attergau          | Vöcklabruck            | 4 135       |
| Sankt Gotthard im Mühlkreis        | Urfahr-Umgebung        | 1 298       |
| Sankt Johann am Walde              | Braunau am Inn         | 2 080       |
| Sankt Johann am Wimberg            | Rohrbach               | 1 002       |
| Sankt Konrad                       | Gmunden                | 1 086       |
| Sankt Leonhard bei Freistadt       | Freistadt              | 1 435       |
| Sankt Lorenz                       | Vöcklabruck            | 2 298       |
| Sankt Marien                       | Linz-Land              | 4 616       |
| Sankt Marienkirchen am Hausruck    | Ried im Innkreis       | 834         |
| Sankt Marienkirchen an der Polsenz | Eferding               | 2 271       |
| Sankt Marienkirchen bei Schärding  | Schärding              | 1 840       |
| Sankt Martin im Innkreis           | Ried im Innkreis       | 1 806       |
| Sankt Martin im Mühlkreis          | Rohrbach               | 3 620       |
| Sankt Nikola an der Donau          | Perg                   | 744         |
| Sankt Oswald bei Freistadt         | Freistadt              | 2 771       |
| Sankt Oswald bei Haslach           | Rohrbach               | 504         |
| Sankt Pankraz                      | Kirchdorf an der Krems | 361         |
| Sankt Pantaleon                    | Braunau am Inn         | 3 086       |
| Sankt Peter am Hart                | Braunau am Inn         | 2 443       |
| Sankt Peter am Wimberg             | Rohrbach               | 1 765       |
| Sankt Radegund                     | Braunau am Inn         | 557         |
| Sankt Roman                        | Schärding              | 1 764       |
| Sankt Stefan am Walde              | Rohrbach               | 820         |
| Sankt Thomas am Blasenstein        | Perg                   | 930         |
| Sankt Thomas                       | Grieskirchen           | 472         |
| Sankt Ulrich bei Steyr             | Steyr-Land             | 3 035       |
| Sankt Ulrich im Mühlkreis          | Rohrbach               | 670         |
| Sankt Veit im Innkreis             | Braunau am Inn         | 400         |
| Sankt Veit im Mühlkreis            | Rohrbach               | 1 183       |
| Sankt Willibald                    | Schärding              | 1 140       |
| Sankt Wolfgang im Salzkammergut    | Gmunden                | 2 840       |
| Sarleinsbach                       | Rohrbach               | 2 241       |
| Sattledt                           | Wels-Land              | 2 327       |
| Saxen                              | Perg                   | 1 729       |
| Schalchen                          | Braunau am Inn         | 3 688       |
| Schardenberg                       | Schärding              | 2 288       |
| Schärding                          | Schärding              | 4 955       |
| Scharnstein                        | Gmunden                | 4 727       |
| Scharten                           | Eferding               | 2 179       |
| Schenkenfelden                     | Urfahr-Umgebung        | 1 551       |
| Schiedlberg                        | Steyr-Land             | 1 234       |
| Schildorn                          | Ried im Innkreis       | 1 122       |
| Schlatt                            | Vöcklabruck            | 1 324       |
| Schleißheim                        | Wels-Land              | 1 233       |
| Schlierbach                        | Kirchdorf an der Krems | 2 768       |
| Schlüßlberg                        | Grieskirchen           | 2 991       |
| Schönau im Mühlkreis               | Freistadt              | 1 887       |
| Schönegg                           | Rohrbach               | 537         |
| Schörfling am Attersee             | Vöcklabruck            | 3 242       |
| Schwand im Innkreis                | Braunau am Inn         | 856         |
| Schwanenstadt                      | Vöcklabruck            | 4 150       |
| Schwarzenberg am Böhmerwald        | Rohrbach               | 633         |
| Schwertberg                        | Perg                   | 5 122       |
| Seewalchen am Attersee             | Vöcklabruck            | 5 296       |
| Senftenbach                        | Ried im Innkreis       | 729         |
| Sierning                           | Steyr-Land             | 9 091       |
| Sigharting                         | Schärding              | 790         |
| Sipbachzell                        | Wels-Land              | 1 796       |
| Sonnberg im Mühlkreis              | Urfahr-Umgebung        | 840         |
| Spital am Pyhrn                    | Kirchdorf an der Krems | 2 201       |
| Stadl-Paura                        | Wels-Land              | 4 966       |
| Steegen                            | Grieskirchen           | 1 073       |
| Steinbach am Attersee              | Vöcklabruck            | 842         |
| Steinbach am Ziehberg              | Kirchdorf an der Krems | 825         |
| Steinbach an der Steyr             | Kirchdorf an der Krems | 1 967       |
| Steinerkirchen an der Traun        | Wels-Land              | 2 319       |
| Steinhaus                          | Wels-Land              | 1 859       |
| Steyr                              | Città statutaria       | 38 313      |
| Steyregg                           | Urfahr-Umgebung        | 4 764       |
| Straß im Attergau                  | Vöcklabruck            | 1 470       |
| Stroheim                           | Eferding               | 1 542       |
| Suben                              | Schärding              | 1 322       |
| Taiskirchen im Innkreis            | Ried im Innkreis       | 2 445       |
| Tarsdorf                           | Braunau am Inn         | 2 001       |
| Taufkirchen an der Pram            | Schärding              | 2 939       |
| Taufkirchen an der Trattnach       | Grieskirchen           | 2 027       |
| Ternberg                           | Steyr-Land             | 3 339       |
| Thalheim bei Wels                  | Wels-Land              | 5 487       |
| Tiefgraben                         | Vöcklabruck            | 3 710       |
| Timelkam                           | Vöcklabruck            | 5 877       |
| Tollet                             | Grieskirchen           | 896         |
| Tragwein                           | Freistadt              | 3 084       |
| Traun                              | Linz-Land              | 23 810      |
| Traunkirchen                       | Gmunden                | 1 643       |
| Treubach                           | Braunau am Inn         | 716         |
| Tumeltsham                         | Ried im Innkreis       | 1 505       |
| Überackern                         | Braunau am Inn         | 649         |
| Ulrichsberg                        | Rohrbach               | 2 962       |
| Ungenach                           | Vöcklabruck            | 1 410       |
| Unterach am Attersee               | Vöcklabruck            | 1 430       |
| Unterweißenbach                    | Freistadt              | 2 324       |
| Unterweitersdorf                   | Freistadt              | 2 003       |
| Utzenaich                          | Ried im Innkreis       | 1 544       |
| Vichtenstein                       | Schärding              | 691         |
| Vöcklabruck                        | Vöcklabruck            | 11 931      |
| Vöcklamarkt                        | Vöcklabruck            | 4 779       |
| Vorchdorf                          | Gmunden                | 7 307       |
| Vorderstoder                       | Kirchdorf an der Krems | 772         |
| Vorderweißenbach                   | Urfahr-Umgebung        | 2 045       |
| Waizenkirchen                      | Grieskirchen           | 3 604       |
| Waldburg                           | Freistadt              | 1 342       |
| Waldhausen im Strudengau           | Perg                   | 2 903       |
| Walding                            | Urfahr-Umgebung        | 3 881       |
| Waldkirchen am Wesen               | Schärding              | 1 242       |
| Waldneukirchen                     | Steyr-Land             | 2 225       |
| Waldzell                           | Ried im Innkreis       | 2 086       |
| Wallern an der Trattnach           | Grieskirchen           | 2 825       |
| Wartberg an der Krems              | Kirchdorf an der Krems | 2 978       |
| Wartberg ob der Aist               | Freistadt              | 4 010       |
| Weibern                            | Grieskirchen           | 1 625       |
| Weilbach                           | Ried im Innkreis       | 619         |
| Weißenkirchen im Attergau          | Vöcklabruck            | 920         |
| Weißkirchen an der Traun           | Wels-Land              | 3 123       |
| Weitersfelden                      | Freistadt              | 1 076       |
| Wels                               | Città statutaria       | 58 713      |
| Wendling                           | Grieskirchen           | 810         |
| Weng im Innkreis                   | Braunau am Inn         | 1 361       |
| Wernstein am Inn                   | Schärding              | 1 514       |
| Weyer                              | Steyr-Land             | 4 292       |
| Weyregg am Attersee                | Vöcklabruck            | 1 481       |
| Wilhering                          | Linz-Land              | 5 805       |
| Windhaag bei Freistadt             | Freistadt              | 1 652       |
| Windhaag bei Perg                  | Perg                   | 1 426       |
| Windischgarsten                    | Kirchdorf an der Krems | 2 442       |
| Wippenham                          | Ried im Innkreis       | 525         |
| Wolfern                            | Steyr-Land             | 2 998       |
| Wolfsegg am Hausruck               | Vöcklabruck            | 2 022       |
| Zell am Moos                       | Vöcklabruck            | 1 507       |
| Zell am Pettenfirst                | Vöcklabruck            | 1 185       |
| Zell an der Pram                   | Schärding              | 2 027       |
| Zwettl an der Rodl                 | Urfahr-Umgebung        | 1 743       |

## Variazioni territoriali
Nel 2015 sono stati istituiti i seguenti comuni:
- Aigen-Schlägl, dalla fusione tra Aigen im Mühlkreis (1929 ab.) e Schlägl (1317 ab.);
- Rohrbach-Berg, dalla fusione tra Berg bei Rohrbach (2583 ab.) e Rohrbach in Oberösterreich (2483 ab.).